# Ybbs an der Donau
Ybbs an der Donau je město v okrese Melk v rakouské spolkové zemi Dolní Rakousy. Žije zde přibližně 5 700 obyvatel.

## Geografie
Ybbs leží v nadmořské výšce 224 metrů, v jižní části okresu Melk.
U obce ústí řeka Ybbs, jako pravý přítok, do Dunaje.

## Historie
Vzhledem ke své poloze na křižovatce důležitých obchodních cest podél Dunaje a rozvinutému obchodu se solí získal Ybbs v středověku velký hospodářský význam. To byl patrně důvod rychlého získaní městských práv v roce 1317.

## Památky
- farní kostel svatého Vavřince, kostelní varhany jsou ozdobeny iniciálami Mozarta, který město navštívil v roce 1767
- židovský hřbitov
- zbytky opevnění

## Doprava
Obec leží dva kilometry od dálnice A1, vedoucí ze Salcburku do Vídně.
V letech 1907 až 1953 jezdila ve městě tramvaj z města k železniční stanici a zpět. Délka trati byla 2,94 kilometru.

## Osobnosti obce
rodáci
- Mikuláš z Ybbs (asi 1283–1340), řezenský biskup
- Rudolf Geyling (1839–1904), malíř
- Wilhelm Wirtinger (1865–1945), matematik
- Alfred Klose (* 1928), politolog a sociolog
- Johann Reikerstorfer (* 1945), filozof a teolog
- Othmar Karas (* 1957), politik
- Richard Schuberth (* 1968), spisovatel

ostatní
- Alfred Gusenbauer (* 1960), politik (SPÖ), bývalý rakouský kancléř, navštěvoval místní základní školu

## Partnerská města
- Bobbio, Itálie, 1990